# James Carroll
James P. Carroll (nacido en 1943 en Chicago, estado de Illinois) es un escritor estadounidense, novelista y columnista, especializado en temas políticos y sociales. Antiguo miembro del ROTC (Cuerpo de Instrucción de Oficiales para la Reserva) mientras estudiaba en la universidad de Georgetown, dejó el ejército para ordenarse como sacerdote católico en 1969; abandonó el sacerdocio en 1974, para dedicarse a la escritura. Carroll había crecido en una familia de católicos estadounidenses de origen irlandés. 
Aparte de su labor como periodista, que se desarrolla sobre todo desde la tribuna del periódico Boston Globe, es particularmente conocido por la historia de su relación con su padre, Joseph Carroll, primer director de la Defense Intelligence Agency (DIA): An American Requiem: God, My Father, and the War That Came Between Us. Este libro obtuvo el National Book Award (premio nacional de literatura de los Estados Unidos) en la categoría de "no ficción", en 1996. 
También es conocido por el ensayo Constantine's Sword, donde atribuye a la tradición antisemita de la Iglesia católica un papel relevante en el Holocausto de la Segunda Guerra Mundial. Aunque la idea puede parecer deliberadamente polémica, es preciso recordar la pertenencia de Carroll, durante muchos años, a la iglesia católica, así como (por hablar solo del siglo XX) las críticas formuladas, durante la guerra y posteriormente, contra Pío XII.
Recientemente ha trabajado en una extensa historia del Pentágono, titulada La casa de la guerra (House of War). Este ensayo, que mezcla los géneros autobiográfico, biográfico e histórico, analiza la historia del Pentágono desde su fundación en 1943, como centro de poder masivo (simbolizado en la monumentalidad del propio edificio) y a la larga autónomo con respecto a los poderes ejecutivo y legislativo. El libro se sustenta en una reflexión sobre los actos del ser humano y sus consecuencias: cómo podemos poner en marcha mecanismos cuyo control se nos termina escapando de las manos (en este caso, el "complejo industrial y militar" del Pentágono, en definición de Eisenhower), para convertirse en un monstruo (simbolizado, en el ensayo, en la figura de Moby Dick). En este sentido, se incluye una reflexión sobre la autonomía del mal, que en el ámbito hispánico recuerda a algunos ensayos del premio Cervantes Rafael Sánchez Ferlosio, como Vendrán más años malos y nos harán más ciegos.